# نيوبورت (إنديانا)
نيوبورت (بالإنجليزية: Newport, Indiana)‏ هي معلم جغرافي تقع في الولايات المتحدة في مقاطعة فيرميليون (إنديانا). يقدر عدد سكانها بـ 515 نسمة ومساحتها 2.25 كم2 وترتفع عن سطح البحر 161 متر.

## التركيبة السكانية
قام مكتب تعداد الولايات المتحدة بتحديد بيانات التركيبة السكانية لنيوبورت في تعداد الولايات المتحدة. في ما يلي، التركيبة السكانية حسب تعدادي 2000 و2010.

### تعداد عام 2000
بلغ عدد سكان نيوبورت 578 نسمة بحسب تعداد عام 2000، وبلغ عدد الأسر 237 أسرة وعدد العائلات 162 عائلة مقيمة في البلدة. في حين سجلت الكثافة السكانية 714.8 نسمة لكل ميل مربع (276.0/كم2). وبلغ عدد الوحدات السكنية 253 وحدة بمتوسط كثافة قدره 312.9 نسمة لكل ميل مربع (120.8/كم2).
وتوزع التركيب العرقي للبلدة بنسبة 97.58% من البيض و 0.35% من الأمريكيين الأصليين و 0.87% من الأمريكيين ذوي الأصول الآسيوية و 1.21% من عرقين مختلطين أو أكثر.
بلغ عدد الأسر 237 أسرة كانت نسبة 32.9% منها لديها أطفال تحت سن الثامنة عشر تعيش معهم، وبلغت نسبة الأزواج القاطنين مع بعضهم البعض 53.6% من أصل المجموع الكلي للأسر، ونسبة 9.7% من الأسر كان لديها معيلات من الإناث دون وجود شريك، وكانت نسبة 31.6% من غير العائلات. تألفت نسبة 27.8% من أصل جميع الأسر من أفراد ونسبة 12.7% كانوا يعيش معهم شخص وحيد يبلغ من العمر 65 عاماً فما فوق. وبلغ متوسط حجم الأسرة المعيشية 2.94، أما متوسط حجم العائلات فبلغ 2.44.
بلغ العمر الوسطي للسكان 38 عاماً. وكانت نسبة 24.7% من القاطنين تحت سن الثامنة عشر، وكانت نسبة 8.0% بين الثامنة عشر والأربعة وعشرون عاماً، ونسبة 29.1% كانت واقعةً في الفئة العمرية ما بين الخامسة والعشرون حتى والأربعة وأربعون عاماً، ونسبة 23.4% كانت ما بين الخامسة والأربعون حتى الرابعة والستون، ونسبة 14.9% كانت ضمن فئة الخامسة والستون عاماً فما فوق. يوجد لكل 100 أنثى 107.2 ذكر، ويوجد لكل 100 أنثى في الثامنة عشر من عمرها فما فوق 97.7 ذكر.
بلغ متوسط دخل الأسرة في البلدة 33,571 دولار، أما متوسط دخل العائلة فبلغ 36,389 دولار. وكان متوسط دخل الذكور 36,518 دولار مقابل 20,104 دولار للإناث. وسجل دخل الفرد الخاص بالبلدة 16,771 دولار. وكانت نسبة 5.9% من العائلات ونسبة 9.1% من السكان تحت خط الفقر، وكان من هؤلاء نسبة 7.9% تحت سن الثامنة عشر ونسبة 9.5% في الخامسة والستين من العمر وما فوق.

### تعداد عام 2010
بلغ عدد سكان نيوبورت 515 نسمة بحسب تعداد عام 2010، وبلغ عدد الأسر 211 أسرة وعدد العائلات 149 عائلة مقيمة في البلدة. في حين سجلت الكثافة السكانية 592.0 نسمة لكل ميل مربع (228.6/كم2). وبلغ عدد الوحدات السكنية 231 وحدة بمتوسط كثافة قدره 265.5 لكل ميل مربع (102.5/كم2).
وتوزع التركيب العرقي للبلدة بنسبة 99.8% من البيض و 0.2% من عرقين مختلطين أو أكثر.
بلغ عدد الأسر 211 أسرة كانت نسبة 29.9% منها لديها أطفال تحت سن الثامنة عشر تعيش معهم، وبلغت نسبة الأزواج القاطنين مع بعضهم البعض 53.1% من أصل المجموع الكلي للأسر، ونسبة 12.8% من الأسر كان لديها معيلات من الإناث دون وجود شريك، بينما كانت نسبة 4.7% من الأسر لديها معيلون من الذكور دون وجود شريكة وكانت نسبة 29.4% من غير العائلات. تألفت نسبة 26.1% من أصل جميع الأسر من أفراد ونسبة 13.2% كانوا يعيش معهم شخص وحيد يبلغ من العمر 65 عاماً فما فوق. وبلغ متوسط حجم الأسرة المعيشية 2.93، أما متوسط حجم العائلات فبلغ 2.44.
بلغ العمر الوسطي للسكان 42.1 عاماً. وكانت نسبة 23.3% من القاطنين تحت سن الثامنة عشر، وكانت نسبة 8.9% بين الثامنة عشر والأربعة وعشرون عاماً، ونسبة 21.2% كانت واقعةً في الفئة العمرية ما بين الخامسة والعشرون حتى والأربعة وأربعون عاماً، ونسبة 28.9% كانت ما بين الخامسة والأربعون حتى الرابعة والستون، ونسبة 17.7% كانت ضمن فئة الخامسة والستون عاماً فما فوق. وتوزع التركيب الجنسي للسكان بنسبة 49.3% ذكور و50.7% إناث.